# Fiesta de la Maya (Colmenar Viejo)

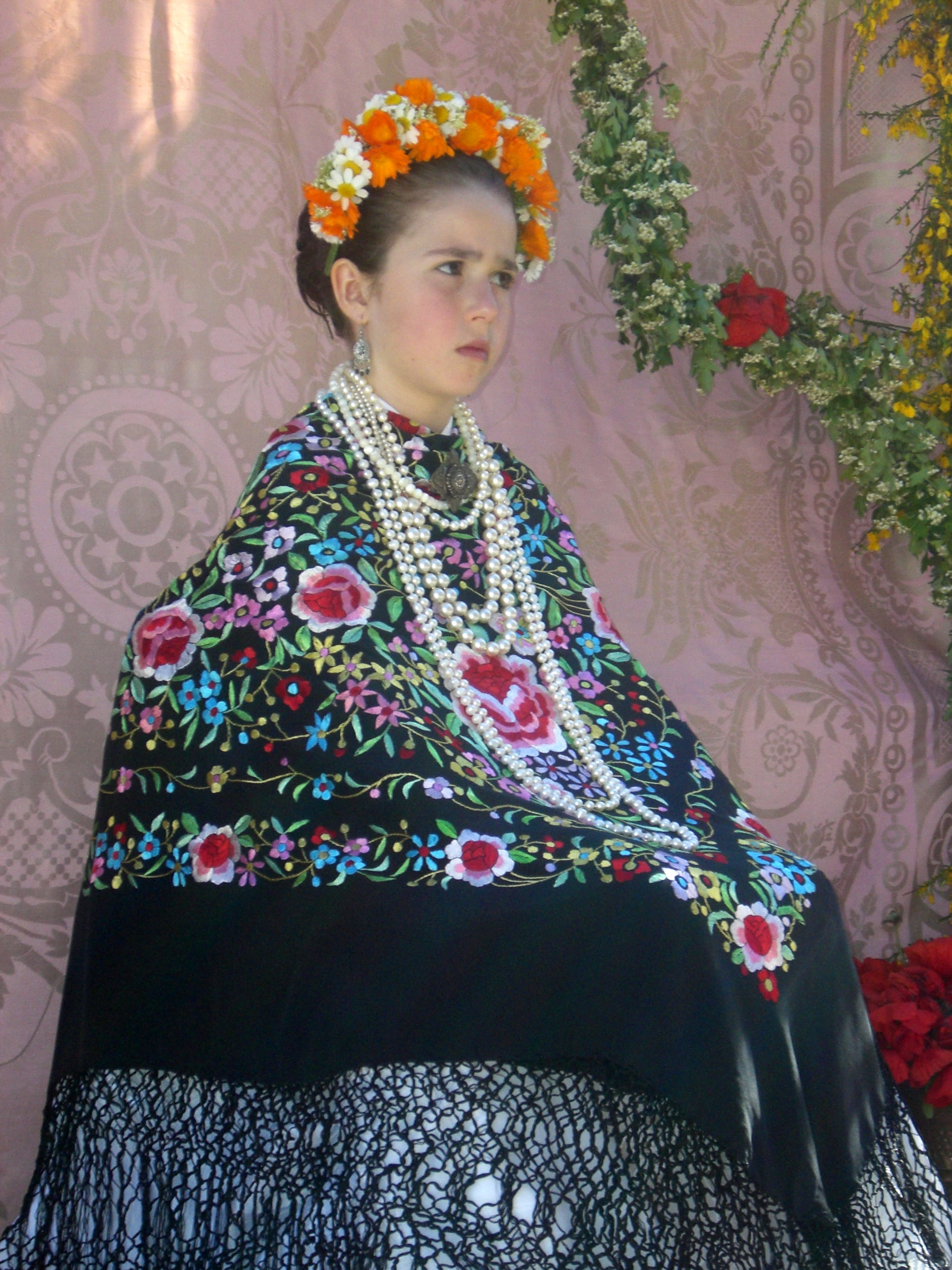
Una de las Mayas

La Fiesta de la Maya de Colmenar Viejo (Madrid, España) se celebra cada 2 de mayo con exhibiciones de mayas en altares florales elaborados para la ocasión. Está declarada Fiesta de interés turístico de la Comunidad de Madrid y tiene una gran tradición en la historia de Colmenar Viejo, gira en torno a las niñas y las flores y da la bienvenida a la primavera, con raíces paganas del culto a la naturaleza.
La Maya es una niña ataviada con enaguas (normalmente herencia de bisabuelas, abuelas o madres) y camisa blanca, mantón de Manila (también suelen ser heredados) atado a la espalda, engalanada para la ocasión con múltiples abalorios, collares y flores en el cabello. Permanece sentada, muy seria y sin hablar, en un altar que previamente han preparado sus familiares con multitud de flores que han sido recogidas del campo el día anterior a dicha fiesta, sábanas blancas y una colcha de telón. Junto a ella están sus acompañantes, unas niñas que, ataviadas de forma similar, aunque con el mantón de Manila colocado correctamente, se dirigen a la gente con un cepillo y una bandeja pidiendo «para la maya, para la maya, que es bonita y galana». 
Las edades de las niñas participantes comprenden desde un año hasta los trece, aproximadamente. 
En 2016 un reportaje sobre esta fiesta quedó en segunda posición en el concurso World Press Photo, en la categoría Gente.

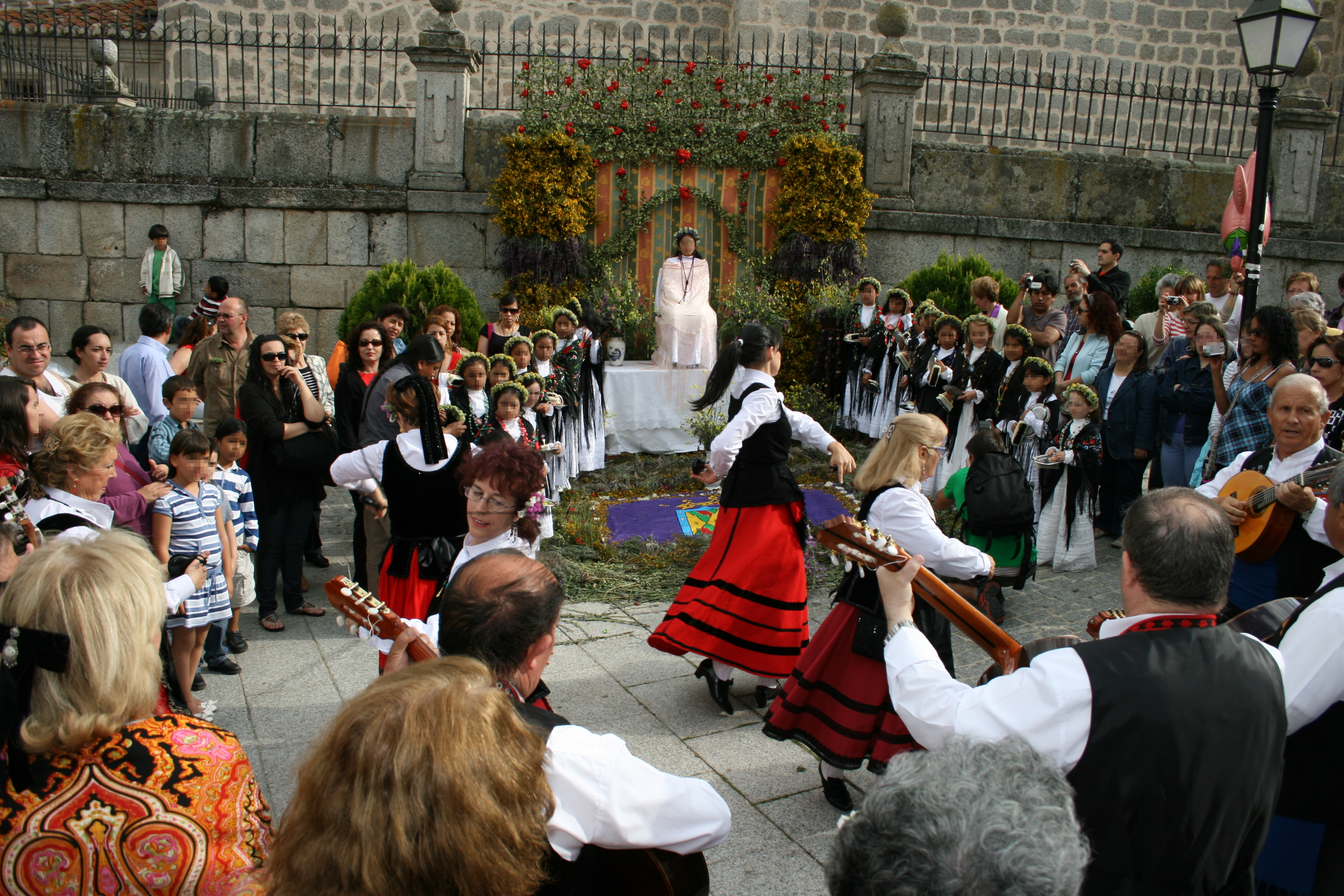
Danzas y canciones en honor a la Maya (celebraciones de 2010)